# Tampere Rocks
I Tampere Rocks sono stati una squadra di football americano di Tampere, in Finlandia; hanno raggiunto una volta la finale nazionale - uscendone sconfitti - e vinto 2 titoli di secondo livello.

## Dettaglio stagioni

### Tornei nazionali

#### Campionato

##### Vaahteraliiga
| Stagione | regular season | regular season | regular season | regular season | regular season | regular season | playoff | playoff | playoff | playoff | playoff | playoff   | playoff    |
|          | Vin            | Par            | Per            | Tot            | PF             | PS             | Vin     | Per     | Tot     | PF      | PS      | risultato | avversaria |
| -------- | -------------- | -------------- | -------------- | -------------- | -------------- | -------------- | ------- | ------- | ------- | ------- | ------- | --------- | ---------- |
| 1982     | 3              | 1              | 4              | 8              | 114            | 214            | -       | -       | -       | -       | -       | -         | -          |
| Totale   | 3              | 1              | 4              | 8              | 114            | 214            | -       | -       | -       | -       | -       |           |            |

Fonti: Enciclopedia del Football - A cura di Massimo Mezzetti

##### I-divisioona
| Stagione | regular season | regular season | regular season | regular season | regular season | regular season | playoff | playoff | playoff | playoff | playoff | playoff   | playoff    |
|          | Vin            | Par            | Per            | Tot            | PF             | PS             | Vin     | Per     | Tot     | PF      | PS      | risultato | avversaria |
| -------- | -------------- | -------------- | -------------- | -------------- | -------------- | -------------- | ------- | ------- | ------- | ------- | ------- | --------- | ---------- |
| 1983     | 2              | 0              | 3              | 5              | 77             | 57             | -       | -       | -       | -       | -       | -         | -          |
| 1984     | 8              | 0              | 0              | 8              | 269            | 39             | -       | -       | -       | -       | -       | -         | -          |
| Totale   | 10             | 0              | 3              | 13             | 346            | 96             | -       | -       | -       | -       | -       |           |            |

Fonti: Enciclopedia del Football - A cura di Massimo Mezzetti

## Palmarès
- 2 Spagettimalja (1984, 1992)